# Bonneuil (Charente)
Bonneuil is een gemeente in het Franse departement Charente (regio Nouvelle-Aquitaine) en telt 247 inwoners (2005). De plaats maakt deel uit van het arrondissement Cognac.

## Geografie
De oppervlakte van Bonneuil bedraagt 13,6 km², de bevolkingsdichtheid is 18,2 inwoners per km².
De onderstaande kaart toont de ligging van Bonneuil (Charente) met de belangrijkste infrastructuur en aangrenzende gemeenten.

## Demografie
Onderstaande figuur toont het verloop van het inwonertal (bron: INSEE-tellingen).

Vanwege een beveiligingsprobleem met de MediaWiki Graph-software is het momenteel niet mogelijk deze grafiek weer te geven. Zodra de software is bijgewerkt zal de grafiek vanzelf weer zichtbaar worden.